# ドンヴァン県
ドンヴァン県（ドンヴァンけん、ベトナム語：Huyện Đồng Văn / 縣同文?）は、ベトナム社会主義共和国ハザン省の県である。面積は480.3km²、人口は77,350人（2018年）である。ベトナム最北端の県である。
県内の豊かなカルスト地形により、ユネスコ世界ジオパークに指定される。

## 行政区画
以下の2市鎮17社から構成される。
- ドンヴァン市鎮（Đồng Văn / 同文）
- フォーバン市鎮（Phó Bảng / 副榜）
- ホークアンフィン社（Hố Quáng Phìn / 呼光坪）
- ルンクー社（Lũng Cú / 隴勾）：ベトナム最北端
- ルンフィン社（Lũng Phìn / 隴坪）
- ルンタオ社（Lũng Táo / 隴噪）
- ルンタウ社（Lũng Thầu / 隴偷）
- マーレー社（Má Lé / 馬里）
- フォーカオ社（Phố Cáo / 舖告）
- フォーラ社（Phố Là / 舖羅）
- サフィン社（Xả Phìn / 舍坪）
- サントゥン社（Sảng Tủng / 爽聳）
- シンルン社（Sính Lủng / 逞隴）
- スンラ社（Sủng Là / 寵羅）
- スンチャイ社（Sủng Trái / 寵賴）
- タルン社（Tả Lủng / 左隴）
- タフィン社（Tả Phìn / 左坪）
- タイフィントゥン社（Thài Phìn Tủng / 柴坪從）
- ヴァンチャイ社（Vần Chải / 運豸）